# Aestan Harlin
Aestan Harlin, född 19 mars 1735 i Lögdö bruksförsamling, död 25 september 1806 i Nätra församling, var en svensk präst.

## Biografi
Aestan Harlin föddes 1735 vid Lögdö bruk i Lögdö bruksförsamling. Han var son till komministern Petrus Harlin och Catharina Kjön i Häggdångers församling. Harlin blev vårterminen 1755 student vid Uppsala universitet och prästvigdes 23 oktober 1763 i Härnösands domkyrka. Han utnämndes 13 februari 1771 till komminister i Stöde församling, tillträdde 1 maj 1771 och utnämndes 7 oktober 1778 till kyrkoherde i Grundsunda församling, tillträdde 1779. Harlin utnämndes till pastor i Nätra församling och tillträdde 1786. År 1800 blev han kontraktsprost. Han avled 1806 i Nätra församling.

### Familj
Harlin gifte sig första gången 1771 med Christina Margareta Salin (död 1782). Hon var dotter till prosten Daniel Salin och Margareta Flodalin i Ovikens församling. De fick tillsammans barnen Margareta Catharina Harlin (född 1772) som var gift med prosten Jonas Nordén i Nätra församling, Elisabet Christina Harlin (1773–1808), Petrus Harlin (1774–1774), kapellpredikanten Daniel Harlin (född 1775) i Tåsjö, skrivaren Petrus Harlin (1777–1818) i Härnösand och Erik Magnus Harlin (1778–1778).
Harlin gifte sig andra gången med Barbara Birgitta Bill (död 1838). De fick tillsammans barnen Eva Maria Harlin (1790–1838) och läkaren Aestan Emanuel Harlin (1793–1824) i Marstrand.